# Sveriges unga akademi
Sveriges unga akademi är en svensk akademi för unga forskare inom olika vetenskapliga discipliner i den akademiska världen i Sverige.
Akademin grundades 27 maj 2011 vid Kungl. Vetenskapsakademien och skall fungera som ett tvärvetenskapligt forum och ge en forskningspolitisk plattform för unga svenska forskare, dvs forskare som disputerat för högst ca tio år sedan. Antalet ledamöter var vid starten 22 och avses att successivt utökas till som mest 40 personer. Akademins ledamöter är invalda för en femårs–period. Verksamheten finansieras av Familjen Erling-Perssons Stiftelse, Knut och Alice Wallenbergs Stiftelse, Natur & Kultur Ragnar Söderbergs stiftelse och Riksbankens Jubileumsfond. 
Liknande unga akademier har under det tidiga 2000-talet grundats i flera länder runt om i världen, och i februari 2010 bildades den globala samlingsakademien Global Young Academy med ledamöter från alla världsdelar.